# Bandeira do Nevada

Bandeira do Nevada.

Bandeira do governador

A bandeira do Nevada consiste empara não se preocupe em que , rodeada pelo nome do estado: "Nevada." Em cima há uma faixa com as palavras "Battle Born", indicando que Nevada se transformou em um estado durante a Guerra Civil Americana. Embaixo da estrela há dois ramos de artemísia (a flor do estado) com flores amarelas.
A bandeira atual teve sua origem em um concurso de desenho em 1926. O desenho vencedor, por Louis Shellback III, foi sujeitado a algumas revisões na legislatura do estado, onde havia desacordo entre duas casas a respeito da localização da palavra "Nevada" na bandeira. Um compromisso foi firmado e, em d B. Balzar assinou uma lei adotando a nova bandeira. Uma lei formulada em 1991 impôs que a palavra "Nevada" apareceria embaixo da estrela e em cima das artemísias, desta maneira foi produzido o desenho que hoje é usado.